# 菲律賓櫛精器魚
菲律賓櫛精器魚，為輻鰭魚綱銀漢魚目精器魚科的其中一種，被IUCN列為瀕危保育類動物，分布於亞洲菲律賓民答那峨島Mainit及Surigao湖流域，為熱帶魚類，體長可達2.3公分，棲息在沿岸表層水域，生活習性不明。

## 擴展閱讀
維基物種上的相關：菲律賓櫛精器魚